# Das gottlose Mädchen
Das gottlose Mädchen ist ein von Cecil B. DeMille 1928 gedrehtes Stummfilmdrama mit Lina Basquette in der Titelrolle.

## Handlung
Judith Craig ist überzeugte Atheistin und leitet in ihrer Schule den „Club der Gottlosen“. Ihr Gegenüber ist Bob Hathaway, ein überzeugter Christ, der eine ebensolche Jugendorganisation abführt und deshalb bei Judith auf schärfsten Widerspruch trifft. Sie nennt ihn nur herablassend „den Erzengel“. Beide Gruppen schenken sich nichts, und es kommt regelmäßig zu Raufereien an der Schule aber auch außerhalb. Als einmal eine Schlägerei auf einer Treppe völlig aus dem Ruder gerät, kommt dabei ein kleines Mädchen zu Tode. Judith, Bob und ein ebenfalls involvierter, etwas zurückgebliebener Junge namens Bozo werden für den Sturz mit Todesfolge angeklagt und müssen ins Jugendgefängnis. Hier werden sie mit einer harten Welt der Zucht und Ordnung konfrontiert, repräsentiert von einer strengen Gefängnisführung, die keinen Spaß versteht und null Toleranz kennt.
Bob und Judith, die fünf Jahre aufgebrummt bekamen, beginnen sich in dieser Zeit anzunähern. Bob verliebt sich sogar in seine einstige Todfeindin. Er hilft ihr, gemeinsam zu fliehen, und beide finden zunächst Schutz auf einer verlassenen Farm. Diesen kurzen Moment der Freiheit in Mutter Natur lässt nun allmählich auch in Judith den Glauben reifen, dass es so etwas wie einen Gott geben müsse. Doch die Realität holt die beiden rasch wieder ein. Sie werden gefasst, ins Gefängnis zurückgebracht und dort mit Einzelhaft zusätzlich bestraft. Als wenig später ein Feuer im Gefängnis ausbricht, ist es der gottgläubige Bob, der gemeinsam mit Bozo und noch einer Insassin namens Mame Judith aus der Feuerhölle rettet. Sie retten sogar den grausamsten aller Wärter vor Ort, der sie bis dahin besonders schikaniert und gequält hatte. Im Sterben liegend, lässt dieser Mann die jungen Leute in ihre Freiheit fliehen. Dort finden Bozo und Mame ebenso zusammen wie Bob und Judith. Alle vier werden für ihre gute Tat begnadigt.

## Produktionsnotizen
Das gottlose Mädchen war DeMilles letzter Stummfilm und lief im August 1928 an. Im Jahr darauf gab es in den USA auch eine mit einigen Tonsequenzen angereicherte „Tonfilm“-Version. In Deutschland feierte der Film im Oktober 1928 seine Premiere.
Der spätere Filmregisseur Mitchell Leisen schuf die Filmbauten, Adrian kreierte die Kostüme.

## Wissenswertes
Der Film basierte auf einem Zwischenfall, der sich im Jahre 1927 an der Hollywood High School ereignete. Das „gottlose Mädchen“ hieß in Wirklichkeit Queen Silver (1910–1998). Sie stand im Alter von 17 Jahren einem Club vor, der sich The Junior Atheist League nannte.
Hauptdarstellerin Lina Basquette nannte 1991 ihre Autobiografie nach eben diesem Film, in dem sie ihre prägnanteste Hauptrolle spielte: Lina: DeMille’s Godless Girl.
Während der Film in den USA ein großer Kassenflop war, erfreute er sich bei deutschen Kinogängern großer Beliebtheit.

## Rezeption
„Cecil B. De Mille versuchte sich hier abermals an einem religiösen Propagandastück. Der Film ist im ganzen belanglos, hatte aber großen Erfolg und wurde viel zitiert.“